# Taarka
Taarka is een in Lyons (Colorado) gevestigde Amerikaanse band, die oorspronkelijk in 2001 in Portland (Oregon) werd opgericht door het man/vrouw-team David Tiller (mandoline) en Enion Pelta-Tiller (viool). De band bestond oorspronkelijk uit Jarrod Kaplan op percussie en James Whiton op contrabas. Sinds hun vertrek bestaat Taarka voornamelijk uit een roulerend gezelschap. Recente Taarka-bijdragers zijn vaak Dale Largent op percussie, Daniel Plane op cello en Troy Robey op bas.

## Bezetting
Leden
- Enion Pelta–Tiller (viool, zang)
- David Tiller (mandoline, gitaar, zang, basgitaar, bouzouki)
- Dale Largent (percussie)
- Troy Robey (bas)

Voormalige leden
- Daniel Plane (cello)
- Jarrod Kaplan (percussie)
- James Whiton (contrabas)
- Damian Erskine
- Adam Hill

## Geschiedenis
In 2000 nam de band ThaMuseMeant van David Tiller een pauze en verhuisde Tiller naar New York, waar hij Enion Pelta ontmoette via de band Brooklyn Browngrass. Tiller en Pelta begonnen begin 2001 samen te spelen en te schrijven en het echtpaar verhuisde al snel naar Oregon. In de komende maanden werd Taarka gevormd. In 2002 werd Taarka: Live In the Studio opgenomen en uitgebracht, en hoewel het momenteel niet meer wordt gedrukt, is het nog steeds beschikbaar voor download op iTunes. In 2003 werd ThaMuseMeant opnieuw geformeerd met het nieuwe lid Enion Pelta–Tiller op viool, de nieuwe vrouw van David Tiller. In hetzelfde jaar brachten de Tillers het akoestische duo-album Man Chasing Woman Around Table uit. Op de website van Frogville Records stond Man Chasing Woman vermeld als uitverkocht, maar wel beschikbaar om te downloaden.
Met 2004 kwamen de twee nieuwe albums ThaMuseMeant's Silver Seed en Taarka's Even Odd Bird uit. Even Odd Bird is het oudste album van Taarka dat te koop is op hun website. Na jarenlang constant getoerd te hebben, kondigde Taarka begin 2007 aan dat er dat jaar een nieuw album en een ep zouden verschijnen, getiteld The Trailer en The Martian Picture Soundtrack. Zowel de ep als het album bevatten de bekende bluegrass-violist Darol Anger op The Creepy, een nummer geschreven door David Tiller. Ook Joe Craven (Tutu Tango) en Casey Driessen (Lonely Woman) stonden op het album. Taarka begon op 18 maart 2020 met het organiseren van live sociale isolatie-concerten via Facebook vanwege het uitbreken van het coronavirus.

## Discografie

### Albums
- 2001:	Taarka: Live in the Studio (Omnivine Records)
- 2003:	Man Chasing Woman Around Table (Tiller and Pelta duo album)	(zelf uitgebracht)
- 2004:	Even Odd Bird (Omnivine Records)
- 2007:	The Trailer	(Frogville Records)
- 2007:	The Martian Picture Soundtrack (Frogville Records)
- 2008:	Seed Gathering (EP)	(zelf uitgebracht)
- 2009:	Seed Gathering For A Winter Garden (zelf uitgebracht)
- 2012:	Adventures in Vagabondia (zelf uitgebracht)
- 2015:	Making Tracks Home (zelf uitgebracht)
- 2017:	Fading Mystery (zelf uitgebracht)